# Proteina-disolfuro reduttasi
La proteina-disolfuro reduttasi è un enzima appartenente alla classe delle ossidoreduttasi, che catalizza la seguente reazione:
proteina-ditiolo + NAD(P)+ ⇄ proteina-disolfuro + NAD(P)H + H+